# Среднеуральский монастырь в честь иконы Пресвятой Богородицы «Спорительница хлебов»
Среднеура́льский же́нский монасты́рь в честь ико́ны Пресвято́й Богоро́дицы «Спори́тельница хлебо́в» — женский монастырь Екатеринбургской епархии, располагавшийся на окраине города Среднеуральска Свердловской области. По другую сторону от главного входа в монастырь располагался Иоанно-Богословский скит, это был филиал мужского монастыря в честь Святых царственных страстотерпцев на Ганиной Яме.
Монастырь привлёк общественное внимание в 2020 году в связи высказываниями духовника монастыря схиигумена Сергия (Романова), распространяемыми в интернете. С того времени монастырь находился в состоянии имущественного спора между Екатеринбургской епархией и сторонниками схимонаха Сергия (Романова), 14 апреля 2021 года население монастыря было выселено по решению суда на период судебного разбирательства. В сентябре 2021 года 17-й арбитражный апелляционный суд отменил признание за епархией права собственности на здания монастыря. В апреле 2022 года Арбитражный суд Свердловской области оставил за Екатеринбургской епархией право собственности на 12 из 14 зданий, образующих комплекс Среднеуральского женского монастыря.
Подворье было перенесено в поселок Краснояр. На территории монастыря будет развернут масштабный социальный проект.
11 октября 2023 года Среднеуральский женский монастырь в честь иконы Божией Матери «Спорительница хлебов» был переименован в Благовещенский Борисоглебский женский монастырь посёлка Краснояр Свердловской области.
27 декабря 2023 года на территории бывшего Среднеуральского женского монастыря было открыто подворье Свято-Троицкого Серафимо-Дивеевского женского монастыря Нижегородской епархии.

## История
Во время Великой Отечественной войны здесь находился лагерь для военнопленных, так называемый «Немецкий хутор». Потом эта земля принадлежала Среднеуральской ГРЭС. В 1992 году значительную часть этих земель передали в бессрочную аренду фермеру Сергею Крекову. В 2002 году часть земель Крекова была передана в оперативное управление Екатеринбургской епархии. Фермеры обратились в суд о захвате земель, через пятнадцать лет выиграли дело в Верховном суде РФ. В 2019 году епархия выкупила эти земли.
Строительство монастыря было начато в 2002 году рабочими, прибывшими с Ганиной Ямы. Духовником и строителем монастыря был назначен иеромонах Сергий (Романов) по благословению правящего архиерея архиепископа Викентия (Мораря). 20 апреля 2005 года Священный синод Русской православной церкви согласно прошению архиепископа Екатеринбургского и Верхотурского Викентия благословил открытие женского монастыря в честь иконы Пресвятой Богородицы «Спорительница хлебов» в городе Среднеуральске Свердловской области и назначил монахиню Варвару (Крыгину) настоятельницей. Монастырь строился самостроем без юридического оформления вплоть до 2021 года.
По данным на 2020 год на территории монастыря проживало более 500 человек: послушниц и монахинь, а также десятки детей, онкологических больных и паломников. В монастыре проживало около 60 детей в возрасте от 2 до 18 лет. Они проживали в монастыре либо по заявлению родителей, либо являются детьми послушниц монастыря, либо являются сиротами и на них оформлено опекунство сёстрами монастыря. Дети, проживающие в монастыре, получали образование при Свято-Симеоновской гимназии Екатеринбурга по семейной форме обучения. Выпускники гимназии получали аттестат государственного образца.

### Церковный раскол и имущественный спор
В апреле 2020 года схиигумен Сергий был запрещён в служении Екатеринбургской епархией из-за своих резких заявлений и отрицания реальности пандемии коронавируса COVID-19. Также он стал в регулярных видеообращениях агрессивно обличать и оскорблять митрополита, патриарха, президента РФ и ряд социальных групп.
26 мая 2021 года Арбитражный суд Свердловской области рассмотрел и удовлетворил иск Екатеринбургской епархии о признании за ней права собственности на 14 зданий на территории монастыря.
В июне 2020 года привлёк своих сторонников к охране монастыря, и заявил, что митрополиту Екатеринбургскому и Верхотурскому Кириллу (Наконечному) придётся брать монастырь штурмом. Настоятельница монастыря игумения Варвара (Крыгина) заявила Сергию, что он ведёт их по пути раскола и покинула обитель. 3 июля 2020 года церковный суд Екатеринбургской епархии принял решение о лишении Сергия священного сана, которое 24 июля утвердил патриарх Кирилл.
Журналисты сетевого издания «ЕАН», побывавшие в монастыре в июне 2020 года, пришли к заключению: «В целом происходящее в монастыре мало похоже на общение членов секты со своим лидером. <…> Последователей схиигумена очень сложно отнести к маргинальным группам (за исключением отдельных лиц). <…> наблюдается типичный внутрицерковный конфликт, участники которого демонизируют друг друга. <…> Екатеринбургская епархия также по факту не контролировала монастырь с момента его основания. И сейчас церковные власти пытаются вернуть себе то, чего у них никогда не было.» По сведениям издания от 27 июля, на данный момент у руководства митрополии нет других аргументов, кроме как ссылаться на каноническую законность власти игуменьи Варвары (Крыгиной). Екатеринбургская епархия выбрала путь замалчивания конфликта, чтобы избежать дальнейшего пиара Сергия на скандалах, и надеется, что его сторонники сами собой разойдутся ввиду неканоничности литургий в монастыре. Священникам внутри митрополии разослали рекомендации воздержаться от разговоров с паствой на тему о мятежном схимонахе. Прихожанам, которые пожелают съездить в среднеуральский монастырь в паломничество, велено не препятствовать.
6 июля были запрещены в служении несколько священников из-за того, что вопреки запрету епархии служили литургии вместе с бывшим схиигуменом Сергием.
В конце июля сайте Екатеринбургской епархии напоминал: «Среднеуральский женский монастырь, являющийся структурным подразделением Екатеринбургской Епархии Русской Православной Церкви, сегодня незаконно удерживается лишённым священнического сана схимонахом Сергием. Между тем, единственной законной руководительницей женского монастыря по-прежнему является игуменья Варвара (Крыгина), назначенная решением Священного Синода. В епархии обращают внимание, что восстановление мирной жизни обители и дальнейшее развитие ныне существующих социальных проектов возможно лишь с возвращением игуменьи Варвары, для чего схимонаху Сергию необходимо покинуть женский монастырь.».
В ходе попыток епархии получить контроль над монастырём и изгнать Сергия было выяснено, что это юридически затруднено. Сергий заявил, что монастырь не является собственностью РПЦ: «Земля под монастырём находится в аренде и не является собственностью Екатеринбургской епархии. Екатеринбургская епархия ни копейки не дала на строительство церквей и зданий в монастыре, они строились на пожертвования и оформлялись на тех, кто вкладывал деньги. Нет ни одного здания, которое принадлежало бы Екатеринбургской епархии. Все документы на здания находятся у частных лиц». В епархии сообщили, что земли монастыря оформлены на Екатеринбургскую епархию и, по Уставу епархии, ей же принадлежат сооружения на земле, а также, что в связи с данным прецедентом будет проверятся корректность оформления всего недвижимого имущества РПЦ. Расследование журналистов подтверждает сложную ситуацию с юридическим оформлением построек и территории монастыря, кроме того, сам Сергий имеет прописку в монастыре. Также он отмечает, что с того времени как монастырь покинула игуменья Варвара ничего в управлении монастырём не изменилось, заявив, что «игуменье Варваре надо строить свой монастырь».
17 июля 2020 года Сергий провёл крестный ход в монастыре в память о расстреле царя Николая II и его семьи, в нём участвовали до 2 тысяч человек и он проводился независимо от епархии. Крестные ходы проводятся ежегодно Екатеринбургской епархией в «Царские дни» с шествием от Храма-на-Крови до Ганиной Ямы, в этом году в официальном крестном ходе Екатеринбургской епархии участвовало около 10 тысяч человек.
16 августа митрополит Кирилл объявил «раскольниками», «врагами Христа и Его Церкви», «беззаконным собранием» Сергия, его сторонников и всех участников запрещённых епархией богослужений. Он запретил раскольникам участвовать в евхаристическом общении в церквях — то есть исповедоваться, причащаться и участвовать в других Таинствах, а священникам — поминать раскольников в молитвах и отпевать их. Для возвращения в лоно РПЦ им необходимо будет подать письменные покаянные отречения от раскольничества, а церковнослужители должны немедленно рапортовать об этом, отправляя подлинники таких прошений митрополиту.
Сообщалось, что детей стали исключать из Свято-Семеновской гимназии, учредителем которой является Екатеринбургская епархия, требуя справку об отречении.
19 августа епархия издала указ о переводе всех насельниц и священников монастыря в другие монастыри. Следующие три дня около 50-350 сторонников монастыря и Сергия собирались на протест возле здания епархии, требуя лишить должности митрополита Кирилла и провести поместный собор. 1 сентября 153 насельницы монастыря опубликовали открытое письмо к епархии со своими подписями о том, что «добровольно, осознанно и окончательно приняли решение» оставаться в монастыре «вместе со своим духовником — схиигуменом Сергием (Романовым)».
7 сентября 2020 года церковный суд лишил сана шестерых священников и двоих диаконов монастыря, которые продолжили служить вместе с Сергием. 10 сентября суд вынес решение об отлучении Сергия от Церкви.
17 сентября 2020 года начала свою работу епархиальная комиссия по инвентаризации недвижимого имущества в монастыре. Прибывшую комиссию на территорию обители не допустили охранники и насельницы монастыря. Были возбуждены уголовные дела по статьям «нарушение права на свободу совести и вероисповеданий» и «самоуправство» (статьи 148 и 330 УК РФ), в делах нет фигурантов.
13 октября Сергий заявил, что здания монастыря будут переоформлены на РПЦ. И что митрополит Кирилл объявлял о планах сноса зданий монастыря. Пресс-служба епархии отказалась это комментировать.
20 октября Екатеринбургская епархия обратилась в Арбитражный суд Свердловской области с иском о признании права собственности на здание одного из храмов монастыря. 22 декабря по постановлению суда в монастырь для проведения строительно-технической экспертизы приехал советник главы епархии по правовым вопросам протоиерей Виктор Явич и помощники старшего священника Храма на Крови отца Максима Миняйло, в сопровождении назначенных судом экспертов и судебных приставов. 29 декабря монастырь был взят штурмом подразделениями Росгвардии, Сергий был арестован. 10 февраля суд признал главный храм собственностью епархии. Признанная епархией настоятельница монастыря игуменья Варвара (Крыгина) оформила юридический статус обители.
26 февраля монастырь второй раз штурмовали полиция и Росгвардия. Целью спецоперации являлся монах Силуан — келейник и телохранитель Сергия, скрывшийся перед началом штурма. Он находится в розыске с 2001 года по подозрению в убийствах, совершённых в 1999 году, несколько раз менял паспорт и фамилию. Для опознания было задержано 19 человек, не имевших удостоверений личности. Силуана считают соавтором нашумевших заявлений Сергия и являлся главой секты царебожников после задержания того в конце декабря 2020 года. Мария Шукшина опубликовала короткометражный документальный фильм о штурме. 5 марта прошли обыски в деревне Новоселова, Кыртомке и на речных скитах, в операции участвовало около 300 сотрудников полиции и Росгвардии. 11 марта МВД объявило награду в 1 млн рублей за помощь в розыске монаха Силуана.
23 марта стало известно, что епархия потратит 4 млн рублей на экспертизу строений монастыря. В ходе проверок монастыря правоохранителями были составлены административные протоколы на 17 жителей монастыря из-за проблем с пропиской и паспортами. Было заведено уголовное дело из-за срубленного дерева. Кроме того ближайший месяц сотрудники прокуратуры будут проводить проверку соблюдения прав, свобод и законных интересов несовершеннолетних и санитарно-эпидемиологического законодательства, из-за организованного в монастыре общественного питания.
14 апреля была проведена спецоперация по выселению всего населения монастыря. Основанием стало решение суда Верхней Пышмы о запрете нахождения и проживания граждан в монастырском комплексе на период судебного разбирательства по иску прокурора о нарушениях градостроительного и санитарно-эпидемиологического законодательства, а также пожарной безопасности. Выселенные отказались от временного размещения на туристической базе «Остров сокровищ», заявив, что сами найдут себе жильё.
28 сентября 17-й арбитражный апелляционный суд отменил признание за епархией права собственности на здания монастыря из-за неправильного оформления недвижимости. Епархия оспорила это решение в Арбитражном суде Уральского округа, исключив из перечня склад сена и коровник. В январе 2022 года кассационная инстанция отменила решение двух предыдущих судов и направила дело на новое рассмотрение в Арбитражный суд Свердловской области.
В апреле 2022 года Арбитражный суд Свердловской области оставил за Екатеринбургской епархией право собственности на 12 из 14 зданий, образующих комплекс Среднеуральского женского монастыря.
14 июня 2022 года прокурор Верхней Пышмы, ранее настаивавший на запрете эксплуатации объектов монастыря, отказался от иска. В то же время здания монастырского комплекса признали за епархией.

### Обвинения в телесных наказаниях

#### Обвинения
В 2016 году была попытка привлечь внимание власти в связи с жалобами о телесных наказаниях несовершеннолетних в монастыре. Правоохранительные органы проверили монастырь и не нашли нарушений, митрополит Кирилл назвал жалобы «клеветой».
В мае 2020 года бывшие воспитанники монастыря Христина Самушкина (с возраста 7 лет жила в монастыре в 2005—2010 годы) и Филлип Малюткин в интервью сетевому изданию Екатеринбурга «66.ru» заявили о применявшихся к ним телесных наказаниях. Христина отметила, что хотя Сергий пытался помочь любому человеку, но принимал в монастырь кого попало, не думая о последствиях. На одной территории жили дети с бывшими заключёнными, некоторые из которых были осуждены по особо тяжким статьям. Больным зачастую не оказывали медицинскую помощь даже в тяжёлых случаях. В монастыре жил монах-наркоман, подсаживавший подростков на наркотики. В последующих публикациях к обвинениям присоединились бывшие воспитанники Антон Крыжановский (с возраста 15 лет жил в монастыре в 2010—2012 годы) и Фёдор, брат Филлипа.
26 июня 2020 года, в день второго церковного суда над схиигуменом Сергием, монастырь посетила журналистка Русской службы Би-би-си Олеся Герасименко вместе с Христиной и Антоном, прошедшие на территорию монастыря задворками и выведенные охраной. Она опубликовала своё расследование о телесных наказаниях, психологической травле и жалобах подростков в монастыре, опросив около десятка бывших послушников.
Также в эти дни съёмками в Екатеринбурге занималась Ксения Собчак. 27 июня Собчак, вместе со съёмочной группой, Христиной и Филлипом, проникла на территорию монастыря без разрешения, в ходе чего случилась потасовка, что вылилось в скандал и судебные тяжбы. 20 июля фильм Ксении Собчак «Монастырь особого назначения: Насилие над детьми, чипирование и кто стоит за Сергием Романовым» был опубликован на её Youtube-канале. В фильме приняли участие паломница из Кургана Татьяна, бывшие послушники Сергия — Христина Самушкина, Филипп и Фёдор Малюткины и Антон Крыжановский, шеф-редактор сетевого издания Znak.com Дмитрий Колезев, журналист Раиса Ильина, протоиерей Максим Миняйло, психолог и психотерапевт Анна Сметанникова, а также представитель Сергия Всеволод Могучев.
Согласно свидетельствам бывших послушников, опубликованных журналисткой Олесей Герасименко и в фильме Ксенией Собчак, в монастыре строго соблюдаются монастырские порядки, православные посты и литургии. За несоблюдение церковных послушаний и провинности, в частности за кражи, нарушение целомудрия, и подозрения в подобных «потаканиях бесам» могли применяться наказания. По церковной традиции, наказания могли включать в себя порку, дисциплинарные публичные словесные унижения, постановку на горох, затвор в келье и отсылку провинившихся в скиты. Для порки использовались ремень, крапива или кабельный шнур. Герасименко отмечает в статье, что схиигумен Сергий является харизматичным лидером и имеет главную роль как в привлечении послушников, так и в решениях о вынесении наказаний.
В июле опубликовал свою историю бывший воспитанник Сергей, живший в монастыре в 2003—2008 годы (3.5 года в Новосёлова и скитах и 1.5 года в монастыре), а его мать — в 2003—2020 годы, покинувшая монастырь вместе с бывшей игуменьей Варварой и переболевшая COVID-19. Он рассказал, что во времена становления монастыря в 2010-е годы наказывали только подростков хулиганящих и ворующих, в то время как малышей никто не обижал.
Бывшая насельница монастыря Алиса Крыжановская, жившая там в подростковом возрасте, с 2007 по 2015 годы, рассказывала, что дети в стенах обители находились в условиях антисанитарии, подвергались жестокому обращению, включая избиения и издевательства; также она наблюдала попытки Сергия «воскресить» утонувшую насельницу. После ухода из монастыря Крыжановская стала видеоблогером, освещающим темы православия и церковной жизни.

#### Ответ на обвинения
30 июня представитель монастыря Всеволод Могучев заявил, что обвинения в плохом отношении к детям являются клеветой, что дети получают полноценное питание, образование, регулярное профессиональное медицинское обследование, а монастырь имеет все документы, подтверждающие проверки полицией, прокуратурой, органами опеки и комитетом по правам несовершеннолетних. Он опубликовал аудиозапись разговора с майором полиции Еленой Сергеевной Николенко, которая, указав, что в 2004—2017 года работала инспектором по делам несовершеннолетних в УВД по Свердловской области, заявила, что многократно проверяла монастырь и отвергла все обвинения в насилии к детям, сообщив, что там жила и её собственная дочь.
Также Могучев заявил, что приезжавшие с Ксенией Собчак бывшие послушники выдворялись из монастыря: Христина дважды «за отвратительное поведение», а Филипп и Фёдор — за употребление наркотиков, эти факты послушники позже подтвердили в фильме Собчак. Неназванная бывшая послушница монастыря, попавшая туда в 2004 году в возрасте 5 лет и жившая вместе с Христиной, утверждала в интервью сетевому изданию «Е1.РУ Екатеринбург Онлайн», что за время её проживания «до 7 лет … нас пальцем никто никогда не трогал. Мы могли подраться только между собой. Нас за это наказывали — мы ходили в храм и читали молитву. Или приходили к батюшке на исповедь и рассказывали, почему мы подрались».

#### Проверки
8 июля в монастырь приехала комиссия, включавшая представителей опеки и комиссии по делам несовершеннолетних, для проверки условий проживания детей и опроса его населения. В монастыре начали совершаться еженедельные проверки органами опеки.
Член комиссии Общественной палаты РФ по поддержке семьи, материнства и детства и руководитель общественного центра по защите традиционных семейных ценностей «Иван Чай» Элина Жгутова, находясь в монастыре, дала видеокомментарий, в котором подчеркнула, что не видит никаких оснований подозревать нарушения ни к детям, ни ко взрослым. Она назвала обитель одним из редких оставшихся в России достойных мест для воспитания детей: «нужно, как зеницу ока, как сокровища, охранять такие места, где детей учат целомудрию, чистоте, отличать добро и зло, не толерантности, когда нет отличия между добром и злом, а заповедям божьим». Она назвала неосторожным и ювенально некорректным объявление на сайте Екатеринбургской епархии с призывом к свидетелям ненадлежащего воспитания.
13 июля Сергий выпустил видеообращение, заявив, что допрашивавшие детей следователи запугали их, вплоть до развития энуреза у одного из воспитанников, и призвал родителей писать заявления в следственные органы на руководителей следственных органов, приказавших делать проверки лишь на основании сообщений в СМИ. На основании жалоб родителей детский омбудсмен Свердловской области Игорь Мороков предложил внести поправки в закон, которые обяжут следователей привлекать психологов к опросу детей при проведении доследственной проверки.
23 июля Собчак опубликовала в своём Telegram-канале открытое обращение к председателю Следственного комитета РФ Александру Бастрыкину, Генеральному прокурору Игорю Краснову, а также к Уполномоченному при Президенте РФ по правам ребёнка Анне Кузнецовой с просьбой проверить факты нарушения ряда статей Уголовного кодекса РФ людьми, жившими в монастыре в 2000-е годы, когда там проживали бывшие послушники монастыря, дававшие интервью для фильма.
27 июля Игорь Мороков заявил, что проверка продлена до 30 дней, а Анна Кузнецова заявила, что будет проведена дополнительная проверка.
6 августа в монастырском онкохосписе после продолжительной болезни умерла 15-летняя девушка. Александр Бастрыкин потребовал провести проверку происшествия. По результатам исследования тела был подтверждён факт смерти от болезни.
10 сентября, в день отлучения Сергия от церкви, руководитель отдела по взаимоотношениям Церкви с обществом и СМИ Екатеринбургской епархии протоиерей Максим Миняйло рассказал о результатах изучения епархией случаев жестокого обращения с детьми. По его словам, епархия тщательно изучила все имеющиеся документы и общалась с насельниками монастыря, при этом не нашлось не единого упоминания о жестоком обращении с детьми за последнее десятилетие.
6 октября 2020 года Главное следственное управление Следственного комитета Российской Федерации по Свердловской области возбудило уголовное дело по статьям об истязании и халатности (пп. «а, г» ч.2 ст. 117, ч.1 ст. 293 УК РФ). По предварительным данным следствия, с 2004 по 2019 год на территории монастыря в отношении семерых детей совершались насильственные действия, включая систематические побои, «исходя из ложного понимания процесса воспитания несовершеннолетних», «что стало возможным ввиду ненадлежащего исполнения неустановленными должностными лицами органов и учреждений системы профилактики безнадзорности своих обязанностей». В тот же день Мороков заявил информационному агентству «Интерфакс»: «Если бы у меня хоть какой-то намёк (на истязания в монастыре — ИФ) был, я бы, конечно, сообщил (в правоохранительные органы — ИФ). Ни со стороны родителей, ни со стороны детей в адрес уполномоченного обращений за те десять лет, пока мы работаем, у меня не было». Между сторонниками монастыря, критиками и обозревателями продолжаются споры о том, могут ли считаться подобные дисциплинарные действия преступлением, если таковые были.

### Конфликт с Ксенией Собчак
26 июня в Екатеринбург приехала Ксения Собчак, желая снять фильм о скандальных заявлениях Сергия и жалобах о телесном наказании детей в обители. Не попав на церковный суд, она приехала в монастырь и попыталась пройти, но монахини заблокировали ей проход встав цепью и взявшись за руки. На следующий день 27 июня в составе съёмочной группы и бывших послушников монастыря Христины и Филлипа, она проникла на его территорию без разрешения. Группа была выдворена с территории, в ходе чего случилась потасовка, были поданы заявления в полицию.
Представитель монастыря заявил о прекращении допуска журналистов на территорию в связи с участившимися провокациями. Епархия порекомендовала воздержаться от посещения монастыря. Телеведущий Владимир Соловьёв, осудив потасовку, напомнил о ряде предыдущих антихристианских провокаций Собчак, в частности, про её пьяную пляску у храма с упоминанием дела Pussy Riot и, вызвавшее протест верующих и заявление в прокуратуру, венчание в катафалке и свадьбу со стриптизом в наряде монашки среди танцоров-трансвеститов. Эксперт по проблемам этнокультурной и религиозной тематики телеведущий Максим Шевченко в критическом обзоре тоже осудил Собчак. Наталья Поклонская, считавшаяся духовным чадом Сергия, заявила, что инцидент и подобные провокации вызывают сожаление. Инцидент вызвал и ряд сатирических публикаций с ненормативной лексикой: рок-музыкант Сергей Шнуров посвятил[значимость факта?] стих Ксении и «монахам-каратистам», критик христианства публицист Александр Невзоров посвятил событию выпуск в своём влоге на YouTube, сама Собчак в монашеском одеянии исполнила «покаянную» пародию на арию Квазимодо «Belle» мюзикла «Нотр-Дам де Пари».
5 июля было снято ограничение на посещение монастыря, введённое после приезда Собчак, и проведена экскурсия для журналистов.
Было объявлено, что защищать Собчак и её съёмочную группу в суде будет адвокат Сергей Бадамшин, который ранее представлял интересы фигурантов «Болотного дела», дела об убийстве журналистки Анны Политковской и журналиста Ивана Голунова. 13 июля со стороны Ксении Собчак было подано заявление в Следственный комитет РФ о возбуждении уголовного дела после конфликта на территории монастыря. 13 декабря стало известно, что Следственный комитет РФ отказал в возбуждении уголовного дела.

### Штурм и задержание Сергия
5 декабря на YouTube была опубликована проповедь Сергия о духовной дочери святого Серафима Саровского Елене Дивеевской, в которой Сергий публично спрашивал монахинь, готовы ли они отдать свою жизнь за Родину. 25 декабря было возбуждено уголовное дело, в котором Сергию инкриминируется «публичный призыв не менее 10 монахинь к самоубийству».
В ночь на 29 декабря 2020 года подразделения Росгвардии взяли монастырь штурмом. Между насельниками и омоновцами были стычки, есть пострадавшие. Произведены обыски, изъято имущество, документы. Было задержано большое количество людей, включая Всеволода Могучева, который суммарно получил административный арест на 45 суток. Сергий был задержан, отправлен в московское СИЗО и ему предъявлены обвинения по ч. 3 ст. 110.1 (склонение к совершению самоубийства), ч. 3 ст. 148 (нарушение права на свободу совести и вероисповеданий) и ст. 330 (самоуправство) УК РФ. 29 декабря Сергий отказался от еды и воды, назвав это постом, 5 января он официально объявил сухую голодовку, которую продолжал по 15 января.
10 января 2021 года было опубликовано открытое обращение к президенту России Владимиру Путину, с просьбой лично разобраться в ситуации, и короткометражный документальный фильм «Штурм Монастыря». Их опубликовали заслуженный мастер спорта России по хоккею Павел Дацюк, основатель команды КВН «Уральские пельмени» Дмитрий Соколов и заслуженная артистка РФ Мария Шукшина. В обращении задержание Сергия названо «незаконным», штурм — «беспределом» и содержится обвинение силовиков в причинении моральных, психологических и физических травм находившимся в монастырям людям, включая детей.

### После передачи монастыря Екатеринбургской епархии
20 июля 2022 года сообщалось, что Екатеринбургская епархия намерена возобновить социальное служение в объектах на территории Среднеуральского женского монастыря. По словам митрополита Екатеринбургского и Верхотурского Евгения, за год разные подрядные организации устранили нарушения, из-за которых запрещалась эксплуатация объектов. Проводилась оценка состояния помещений, а люди, по словам митрополита, уже настраиваются на возвращение и совершение нового служения.
Подворье было перенесено в посёлок Краснояр. На территории монастыря будет развернут масштабный социальный проект.
11 октября 2023 года решением Священного Синода РПЦ в связи с прошением митрополита Евгения монастырь был переименован в Благовещенский Борисоглебский женский монастырь поселка Краснояр Свердловской области.

## Устройство и развитие монастыря
Монастырь почти автономен, имеются: своё фермерское хозяйство с домашним скотом, садовое хозяйство, мастерские, детская школа, странноприимный дом. По сей день ведётся строительство на территории подворья.
Строится на пожертвования. В 2013 году был водружён колокол массой в 40 тонн.
С 2005 года действует палата паллиативной помощи для онкологических больных, которую обычно сравнивают с хосписом, созданная по благословению архиепископа Викентия и ходатайству схиигумена Сергия. При этом медицинская помощь в монастыре оказывается только вызовом скорой помощи или обращением в поликлинику.
Имеется небольшой интернат для детей-сирот.
В монастыре действует школа с 1—11 классами, где учатся около 70 детей и используется образовательная система преподавания «Русская классическая школа» (РКШ).
По другую сторону от главного входа в монастырь расположен Иоанно-Богословский скит, это филиал мужского монастыря в честь Святых царственных страстотерпцев на Ганиной Яме.
Оценочная рыночная стоимость монастырского комплекса составляет более 1 млрд рублей. Цена рассчитана без учёта храмового убранства, церковной утвари и технического оснащения. По данным выписки ЕГРН, часть земли под монастырём находится в государственной собственности и была передана Екатеринбургской епархии в аренду до 2057 года. Кроме того, был заключён договор о безвозмездном пользовании участком. Дополнительные строения в монастыре были оценены в 488 млн рублей Расходы на содержание монастыря за месяц составляют не менее 11 млн рублей.

### Храмы монастыря
- Храм иконы Божией Матери «Спорительница хлебов» — освящён в начале осени 2004 года. Храм расположен на третьем этаже здания.
- Храм Казанской иконы Божией Матери (2007) — расположен на втором этаже здания. На первом этаже находится трапезная и кельи.
- Храм Святой Троицы — двухпрестольный храм. Верхний храм освящён в честь Святой Троицы (2017), нижний в честь Царственных страстотерпцев (2015).
- Храм в честь иконы «Покров Пресвятой Богородицы» — открыт 15 октября 2020 года, вмещает до 4 тысяч человек[165], ранее существовал как домовая церковь[166].

### Галерея

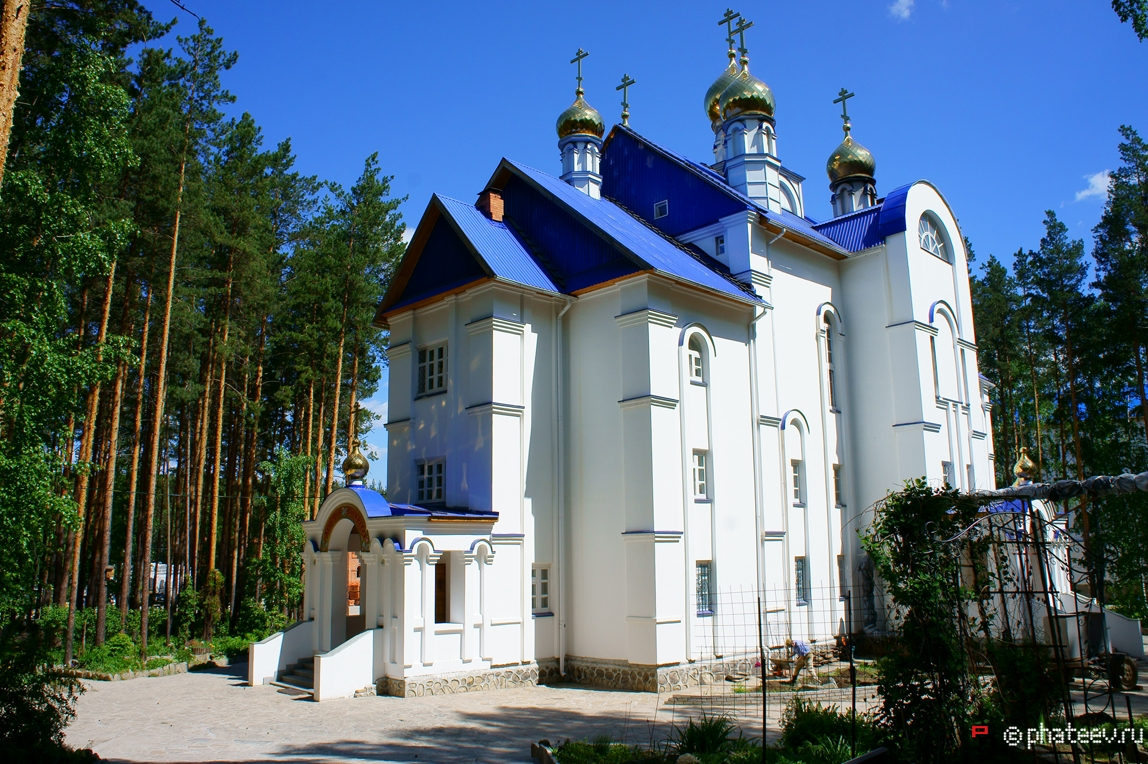
Церковь в честь иконы Божией Матери «Спорительница Хлебов»
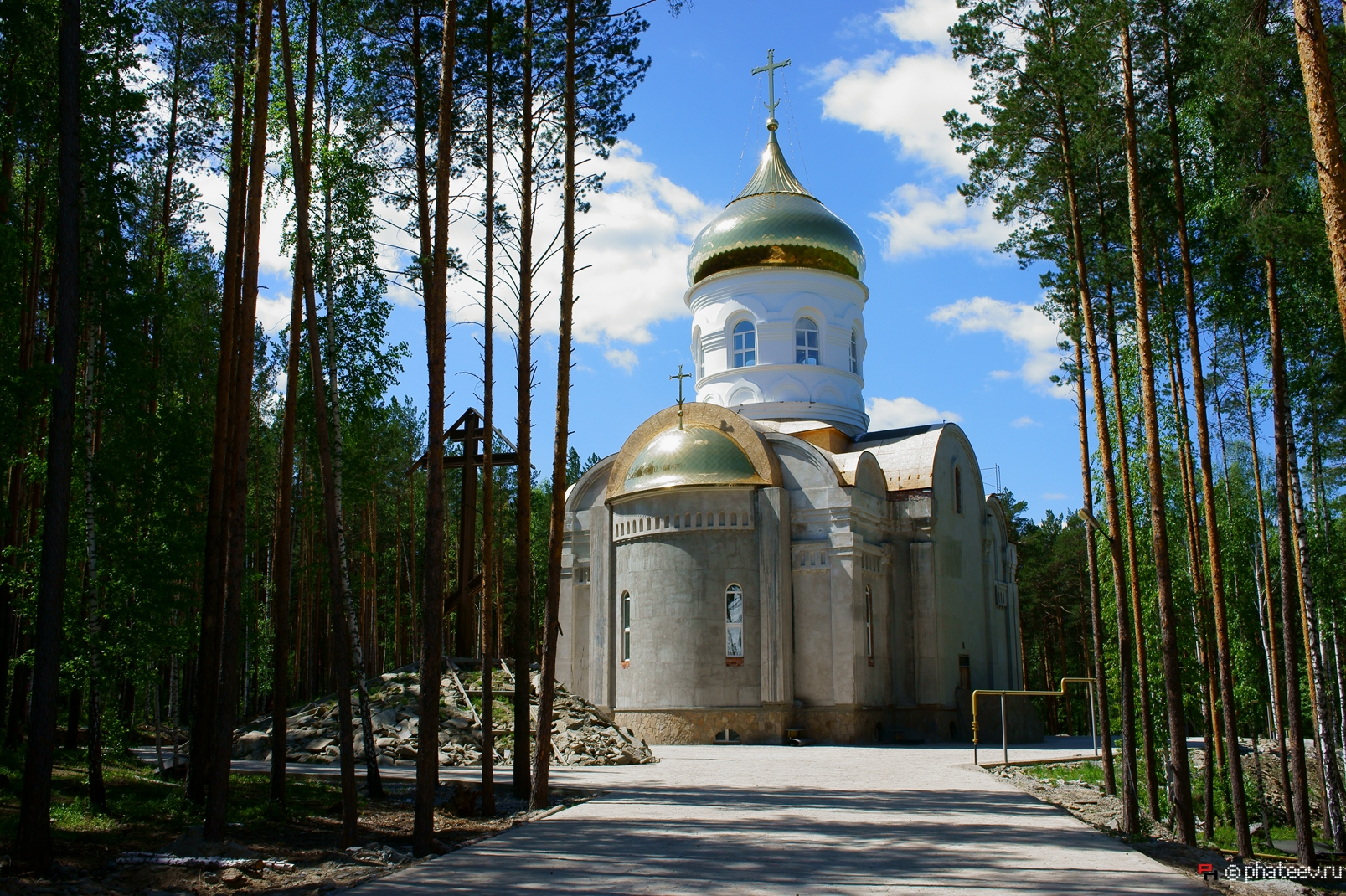
Церковь Святотроицкая
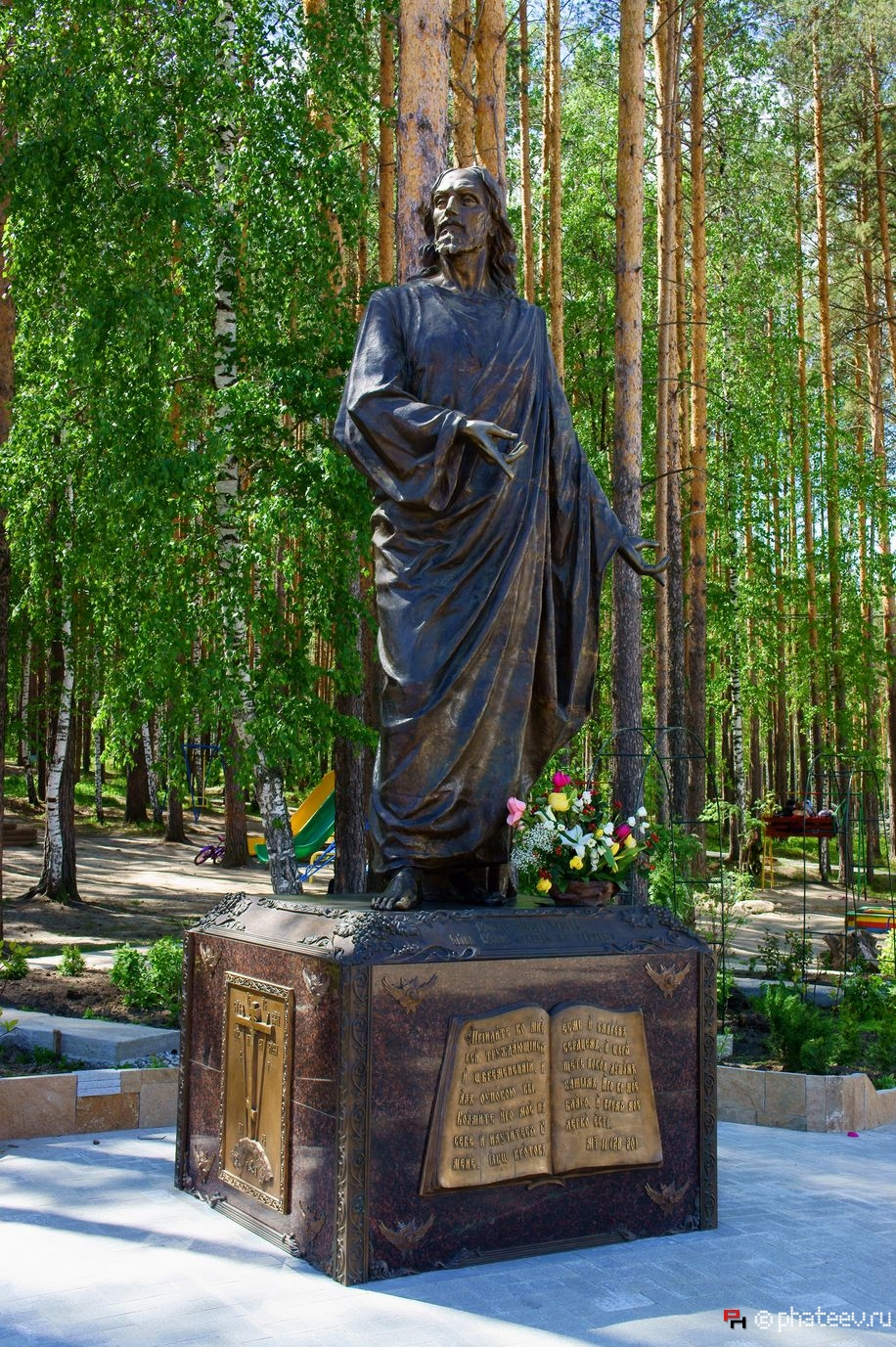
Иисус Христос
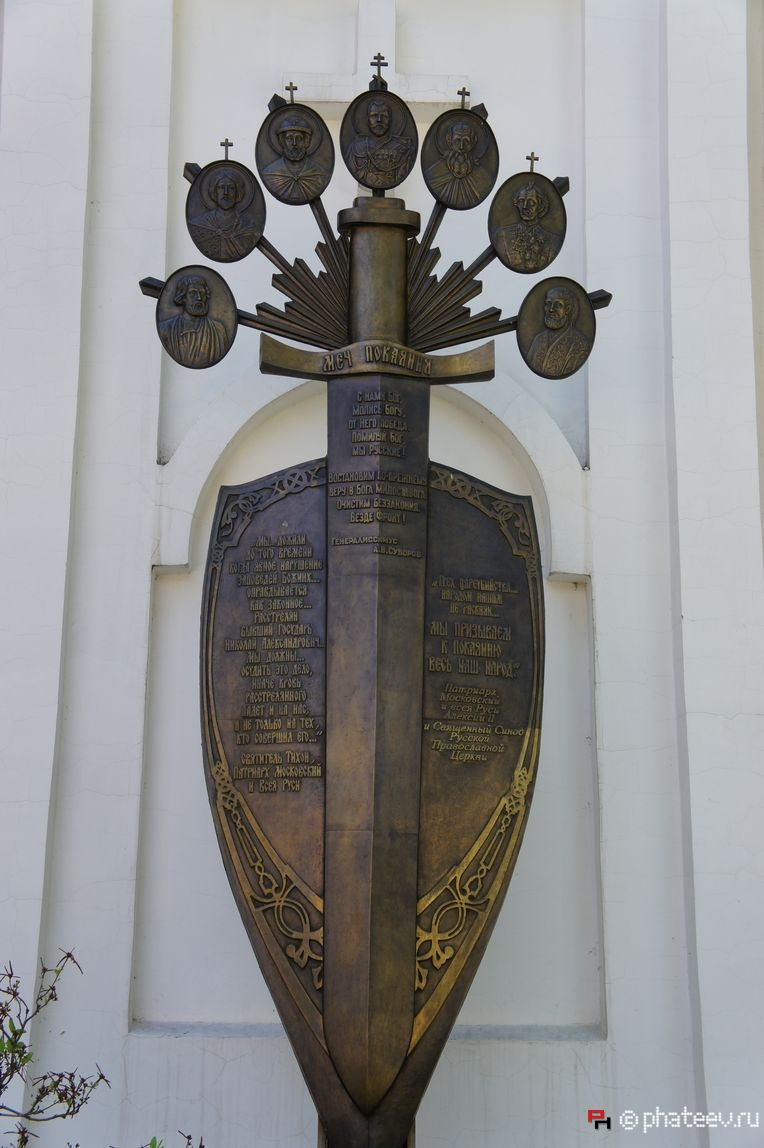
Меч покаяния
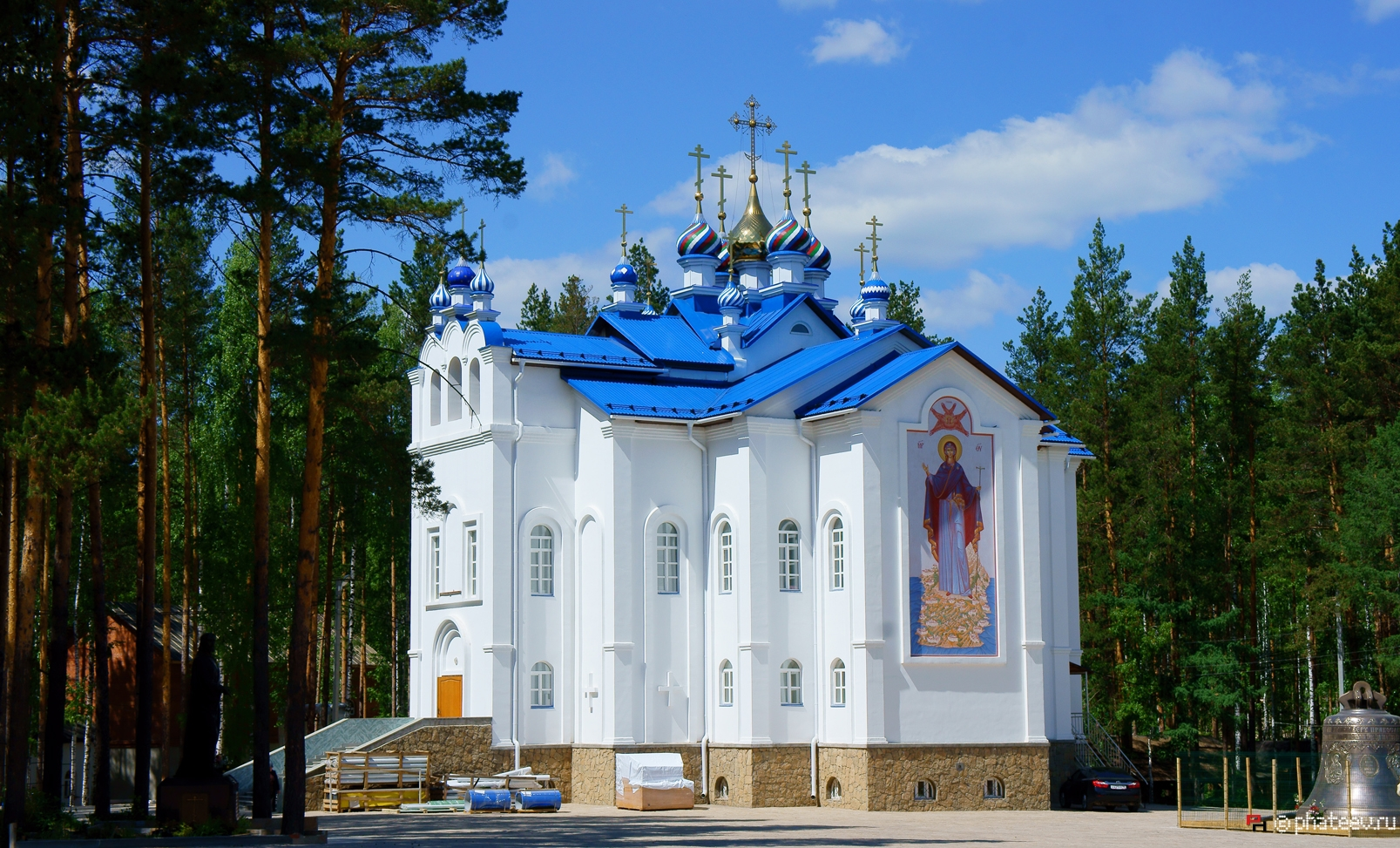
Церковь Казанской иконы Божией Матери

### Проект самого большого православного собора в мире
В 2019 году шло оформление проекта по строительству на территории монастыря самого большого православного собора в мире в честь Софии Премудрости Божией. Это происходило на фоне ежегодных крестных ходов в память о расстреле семьи императора Николая II, которые собирают много верующих и могли проходить через этот монастырь; так, в столетнюю годовщину в 2018 году участвовали 100 тысяч человек. Сергий заявлял, что в этом монастыре будет крестить десятки тысяч китайцев. Планировалось, что вместимость сооружения составит 37 тысяч человек, высота — 77 м. В апреле 2019 года проект благословил схиархимандрит Илий, духовник патриарха Кирилла. Земля была выкуплена у фермеров, был создан благотворительный фонд для сбора средств.
16 июня 2019 года Сергий на проповеди сообщил, что 14 июня митрополит Кирилл издал распоряжение о запрете строительства храмов и других религиозных сооружений на территории монастыря. Перед этим, 10 июня, на епархиальном совете было решено, что сначала надо построить кафедральный собор Екатеринбургской митрополии, а впоследствии возможно будет вернуться к вопросу о строительстве собора в монастыре. В июле 2020 года Сергий упрекнул митрополита Кирилла, что тот будто бы потребовал за благословение на строительство сначала построить другой монастырь, что Сергий оценил в 5 млн долларов США из денег жертвователей.
Вениамин Райников, секретарь епархиального совета Екатеринбургской епархии, назвал причиной раскола отказ епархии в разрешении на строительство собора. Это подтвердил митрополит Кирилл в октябре 2021 года. Ряд журналистов отмечает, что значительную роль в конфликте Сергия с епархией в 2020 году сыграли церковные финансовые потоки, жертвуемые монастырю и перечисляемые в епархию. Информация о церковных доходах является закрытой, однако источники, близкие Сергию и епархии, сообщают, что до 50 % бюджета епархии давал монастырь Сергия — крупнейшая и самая богатая обитель на Среднем Урале, именно поэтому к нему было долгое снисходительное отношение.
17 августа 2021 года Сергий в открытом письме из следственного изолятора заявил, что вопрос строительства храма — «это прерогатива схиархимандрита Илии. Отсекаю свою волю».

## Скиты
Сергий и его единомышленники организовали несколько скитов вдоль реки Туры, расположенных в лесах за деревней Новосёловой, которая тоже считается скитом. Журналистка Раиса Ильина отмечает, что юридически это не «скиты», а частные земельные участки, поскольку церковные скиты создаются только с благословения патриарха и являются административной единицей. 13 июля актриса Мария Шукшина опубликовала документальный фильм о своём посещении скита «Сталинград. Дом Павлова».
В том же направлении расположен лесной Кыртомский Крестовоздвиженский монастырь, восстановление которого организовал Сергий начиная с 2011 года. Официально монастыря не существует, или этот комплекс сооружений тоже оформлен на частных лиц.
В январе 2021 года сотрудники правоохранительных служб проверили 12 скитов. В докладной по результатам инспекции подчёркивается, что «несовершеннолетние дети в скитах отсутствуют», остальные лица «проживают в скитах в добровольном порядке», «условия проживания удовлетворительные» и «нарушений федерального законодательства не установлено».